# 詩子
詩子(Wotako／うたこ)は、日本の女性シンガー。

## 来歴・人物
16歳の頃より習い始めたジャズダンスや、17歳で結成しギターとボーカルを担当していたアマチュアレディースバンドでの活動を契機に、1988年にシンガーとしてCBSソニーよりシングルを発表し試験的にプレ・デビュー。その後1989年11月より詩子として本格的なライブ活動をスタートさせ、1990年5月にハミングバードより本格的にデビューした。ローマ字表記はWotakoとしている。
音楽性は、一点の曇りもない青空のようなサウンドに伸びやかなボーカルが魅力的と評され、JR東日本自動改札キャンペーンソング、他、多くのテレビ番組テーマソング・コマーシャルソングに起用された。デビュー時は村松邦男、原田真二等がプロデュースにあたっている。詩子自身、作詞、作曲も手掛けている。

## ディスコグラフィー

### シングル
1. RUNNER（1988年11月9日発売、CBS・ソニー EP:07SH-3139 CDS:10EH-3139 JAN：4988009019062）
  - RUNNER

作詞：田口俊 / 作曲：内藤慎也 / 編曲：松本晃彦
TBS系テレビドラマ「疑惑の家族」（主演：風間杜夫、富田靖子）エンディングテーマソング
  - 15（いちご）白書 -GET ON-

作詞：田口俊 / 作曲・編曲：原田真二
2. Memory is love（1990年5月10日発売 ハミングバード EP:HPS-14 CDS:HBDL-2038）- オリコン週間チャート99位。
  - Memory is love

作詞：エミリー絵美里・戸張侑子 / 作曲：吉富博明 / 編曲：村松邦男
JR東日本自動改札キャンペーンソング
  - My love-to-be

作詞：田口俊 / 作曲：崎谷健次郎 / 編曲：村松邦男
よみうりテレビ・「丹波・山瀬のパニックTV」テーマソング
3. 悲しみのHeavy Rain（1990年9月26日発売 ハミングバード HBDL-2046）
  - 悲しみのHeavy Rain

作詞：田口俊 / 作曲：内藤慎也 / 編曲：松本晃彦
  - Happy Birthday Broken Heart

作詞：戸張郁子 / 作曲 / 編曲：冨田恵一
4. グランドホテル（1991年1月23日発売 ハミングバード HBDL-2058）
  - グランドホテル

作詞：田口俊 / 作曲・編曲：冨田恵一
  - Moment

作詞：戸張郁子 / 作曲：安岡孝章 / 編曲：冨田恵一
5. 虹の彼方〜windy blue（1991年4月24日発売 ハミングバード HBDL-2063）
  - 虹の彼方〜windy blue

作詞：田口俊 / 作曲：杉真理 / 編曲：鷺巣詩郎
グリコ・カフェオレイメージソング[2]
  - 遠い夏

作詞：石井淳子 / 作曲：内藤慎也 / 編曲：鷺巣詩郎
6. 神様のプレゼント（1991年11月25日発売 ハミングバード HBDL-1001）
  - 神様のプレゼント　※詩子 with Aloha Brothers としてクレジット。

作詞：田口俊 / 作曲：杉真理・村田和人 / 編曲：嶋田陽一
Aloha Brothersとして、杉真理・村田和人が参加している。
  - 祈り

作詞・作曲：カーラ・ボノフ、ケニー・エドワーズ / 日本語詞：詩子 / 編曲：冨田恵一
7. 愛しに行こう（1992年5月21日発売 ハミングバード HBDL-1010）
  - 愛しに行こう

作詞：田口俊 / 作曲：詩子 / 編曲：冨田恵一
JR北海道発足5周年イメージソング
  - だいじょうぶ

作詞・作曲：詩子 / 編曲：冨田恵一
8. Beginner（1992年9月23日発売 ハミングバード HBDL-1024）
  - Beginner

作詞：田口俊 / 作曲：村田和人 / 編曲：嶋田陽一
日本ビジネス専門学校/日本ビジネススクールコマーシャルソング
  - 時空（とき）の川

作詞・作曲：詩子 / 編曲：嶋田陽一

### アルバム
1. be natural（1990年9月26日発売 ハミングバード HBCL-7036 JAN: 4988025004691）
  - 悲しみのHeavy Rain

作詞：田口俊 / 作曲：内藤慎也 / 編曲：松本晃彦
  - Paradice in your eyes

作詞：詩子 / 作曲：内藤慎也 / 編曲：松本晃彦
  - ホット・ライン

作詞：田口俊 / 作曲：熊谷幸子 / 編曲：鷺巣詩郎
  - グランドホテル

作詞：田口俊 / 作曲 / 編曲：冨田恵一
  - I will be your voice

作詞：田口俊 / 作曲・編曲：冨田恵一
  - Everyting for you

作詞：内藤綾子 / 作曲：L.SPIRO、K.SACHS、P.SCHLESS、M.SPIRO、編曲：鷺巣詩郎
  - Moment

作詞：戸張郁子 / 作曲：安岡孝章 / 編曲：冨田恵一
  - Happy Birthday Broken Heart

作詞：戸張郁子 / 作曲 / 編曲：冨田恵一
  - あなたを待つ時間

作詞：鮎川恵 / 作曲：時乗浩一郎 / 編曲：松本晃彦
  - Memory is Love

作詞：エミリー絵美里、戸張郁子 / 作曲：吉富博明 / 編曲：村松邦男
詩子プロデュース。
参加ミュージシャン：鷺巣詩郎、松本晃彦、冨田恵一、村松邦男。
JR東日本　山手線自動改札化 CMソング
2. YES（1991年6月25日発売 ハミングバード HBCL-7047 JAN: 4988025006435）
  - 時間をこえて
  - 1-2-3
  - 心の宝物
  - 抱いて（GET A CLUE）
  - FOR YOU
  - 虹の彼方〜windy blue
  - TELL ME YOU LOVE ME
  - SO LONG
  - 気まぐれシンデレラ　（MUE CAIS）
  - 眠る君に

楽曲提供作家：時乗浩一郎、鷺巣詩郎、岩田雅之、冨田恵一、田口俊、杉真理、鮎川恵、戸張郁子。
参加ミュージシャン：杉真理、斉藤ノブ、土岐英史。
3. For Myself（1992年5月21日発売 ハミングバード HBCL-8010 JAN：4988025007500）
  - Beginner
  - 愛しに行こう
  - Boy Friend
  - あなたのいない夏
  - umbrella
  - だいじょうぶ
  - あぶないダブルデート
  - さよならRain
  - 今、君に・・・
  - 時空の川